# Gerda Trägårdh
Ebba Eleonora Gerda Gabriella Trägårdh, född 10 januari 1848 i Lund, död 1 december 1925 i Stora Köpinge, Malmöhus län, var en svensk målare.
Hon var dotter till kyrkoherden Olof Gabriel Hesselgren och Eleonora Cecilia Svensson och från 1873 gift första gången med pastorn Olof Christopherson och andra gången från 1877 med kyrkoherden Henrik Alfred Trägårdh. Hon medverkade i samlingsutställningar med Konstföreningen för södra Sverige under 1880- och 1890-talen. Hennes konst består av människoskildringar från skånska landsbygden samt porträtt. Trägårdh är representerad med ett par porträtt av C Cavallin och CJ Ask vid Lunds universitet.